# Fanfares (album)
Pour les articles homonymes, voir Fanfares (homonymie).
Albums de GoGo Penguin
v2.0
(2014)
Fanfares est le premier album du trio de jazz britannique GoGo Penguin publié le 19 novembre 2012 sur le label Gondwana Records.

## Historique
Publié grâce au soutien du trompettiste Matthew Halsall, le premier album du groupe de jazz mancunien – qui revendique l'influence d'Aphex Twin, Claude Debussy et Massive Attack pour son écriture – est remarqué par la critique,,.

## Liste des titres de l'album
1. Seven Sons of Bjorn[5] – 5 min 17 s
2. Last Words – 3 min 07 s
3. Unconditional – 5 min 15 s
4. Fanfares – 4 min 53 s
5. I Am That – 4 min 05 s
6. Akasthesia – 6 min 01 s
7. HF – 6 min 36 s

## Musiciens
- Chris Illingworth : piano
- Grant Russell : contrebasse
- Rob Turner : batterie